# Chimarra bispinosa
Chimarra bispinosa är en nattsländeart som beskrevs av Gibbs 1973. Chimarra bispinosa ingår i släktet Chimarra och familjen stengömmenattsländor. Inga underarter finns listade i Catalogue of Life.